# San Lázaro (métro de Mexico)
Pour les articles homonymes, voir San Lázaro.
San Lázaro est une station de correspondance entre les lignes 1 et B du métro de Mexico. Elle est située au centre de Mexico, dans la délégation Venustiano Carranza.

## La station
Son nom vient de sa situation dans l'ancien terminal ferroviaire de San Lazaro, une partie importante du système ferroviaire interocéanique sur la route Mexico-Puebla-Veracruz. Son symbole représente une locomotive à vapeur. Sa conception est due à l'architecte espagnol Félix Candela, en utilisant une structure basée sur une paraboloïde hyperbolique.